# Шатијон сир Клиз
Шатијон сир Клиз (фр. Châtillon-sur-Cluses) насеље је и општина у источној Француској у региону Рона-Алпи, у департману Горња Савоја која припада префектури Бонвил.
По подацима из 2011. године у општини је живело 1211 становника, а густина насељености је износила 131,92 становника/km². Општина се простире на површини од 9,18 km². Налази се на средњој надморској висини од 734 метара (максималној 1.347 m, а минималној 520 m).

## Демографија
| 1962. | 1968. | 1975. | 1982. | 1990. | 1999. | 2011. |
| ----- | ----- | ----- | ----- | ----- | ----- | ----- |
| 455   | 521   | 766   | 858   | 1.014 | 1.061 | 1.211 |

График промене броја становника у току последњих година